# Unión de Partidos Comunistas - Partido Comunista de la Unión Soviética
La Unión de Partidos Comunistas - Partido Comunista de la Unión Soviética (en ruso: Союз коммунистических партий — КПСС; СКП — КПСС; SKP — KPSS) más conocido como Unión de Partidos Comunistas de la Comunidad de Estados Independientes, es un grupo de partidos políticos comunistas pertenecientes a diferentes países de la antigua Unión Soviética.
Guennadi Ziugánov es el presidente de la organización desde 2001, cuando reemplazó a Oleg Shenin.
Ziugánov es, a la vez, presidente del Partido Comunista de la Federación de Rusia.

## Transformación del PCUS en el UPC-PCUS
El UPC-PCUS es una federación pública internacional política voluntaria de partidos comunistas en el espacio postsoviético .
El Partido Comunista de la Unión Soviética en realidad se estructuró en una alianza de los Partidos Comunistas en el 25 ° Congreso en 1990, cuando ya se permitían las plataformas dentro de los partidos y se fijó el trabajo independiente de los comités republicanos del partido. Para entonces, el PCUS había perdido su papel de líder en la URSS , y algunas de las funciones del Comité Central y del Buró Político del Comité Central del PCUS habían pasado a las estructuras presidenciales. Pero formalmente, el PCUS se transformó en el UPC-PCUS en marzo de 1993 tras la derogación parcial del decreto de Boris Yeltsin que prohibía el PCUS (en relación con sus organizaciones principales).
7 de febrero de 1992 diputados de la RSFSR presentó a la Corte Constitucional de la petición RSFSR "Sobre la constitucionalidad de los decretos del Presidente de la RSFSR Boris Yeltsin el 23 de agosto de 1991" sobre la suspensión de las actividades del Partido Comunista de la RSFSR", del 25 de agosto 1991" En la propiedad del PCUS y el comunista Parte de la RSFSR "y el 6 de noviembre de 1991" Sobre las actividades del PCUS y de la RSFSR CP ".
13 de junio de 1992, el grupo de iniciativa de los miembros del Comité Central del PCUS, dirigido por Konstantin Nikolaev y Alexei Prigarina, con el permiso de la Corte Constitucional de la RSFSR, llevó a cabo una reunión de los miembros del Comité Central del Partido, que se declaró el Pleno del Comité Central y decidió excluir del grupo de M. Gorbachov (por otros datos, el propio Gorbachov salieron del Partido Comunista en noviembre de 1991), la disolución del Buró Político y del Secretariado del Comité central y la convocatoria de la Conferencia del Partido de toda la Unión. El Comité Organizador del Comité Central del PCUS fue elegido bajo la presidencia de Nikolayev Konstantin Anatolyevich y su adjunto Prigarin Aleksei Alekseevich. 10 de octubre de 1992 en Moscú se celebró XX Conferencia de toda la Unión del PCUS, que confirmó la decisión del Pleno de emergencia, revisó el borrador del nuevo Programa y Reglas PCUS y decidió preparar XXIX Congreso del PCUS.
El 30 de noviembre de 1992, el Tribunal Constitucional de la RSFSR levantó la prohibición de la actividad de las organizaciones primarias del PCUS, el CP RSFSR, pero confirmó la disolución de las estructuras principales del PCUS y el CP RSFSR. Las órdenes para la transferencia de propiedad de los órganos ejecutivos del PCUS han sido reconocidos como legítimos solo en relación con esa parte de los partidos activos administrados, que son propiedad del Estado, e inconstitucional en relación con la parte que está bien propiedad del Partido Comunista o se encuentra en su jurisdicción.
Del 26 al 27 de marzo de 1993, se celebró en Moscú el XXIX Congreso del PCUS, en el que se decidió transformar el PCUS en el UPC-PCUS, se aprobó el Programa y la Carta de la Unión. El orden de numeración de los congresos se ha conservado. 416 delegados de las organizaciones del partido de Azerbaiyán, Bielorrusia, Kazajistán, Letonia, Lituania, Moldavia, la Federación de Rusia, Tayikistán, Turkmenistán, Uzbekistán, Ucrania, Estonia, Transnistria y Osetia del Sur participaron en el trabajo del congreso. El Congreso proclamó al UPC-PCUS el sucesor del PCUS, y los partidos comunistas que operan en el territorio de la URSS son sucesores de las organizaciones republicanas del PCUS. El Consejo del UPC-PCUS, encabezado por el Presidente Oleg Shenin, fue elegido. El primer vicepresidente fue elegido Konstantin Nikolayev, los diputados: Evgeny Kopyshev , Alexander Melnikov, Alexei Prigarin, Igor Prostyakov y Anatoly Chekhoyev . Fue elegido por el Comité Ejecutivo Político del Consejo UPC-PCUS con 33 miembros.

## Integrantes

### Miembros plenos
| País           | Partido                                               | Elección | Escaños | Escaños | Nota                                     |
| -------------- | ----------------------------------------------------- | -------- | ------- | ------- | ---------------------------------------- |
| Abjasia        | Partido Comunista de Abjasia                          | 2022     | 0/35    |         | Estado no reconocido internacionalmente. |
| Armenia        | Partido Comunista Armenio                             | 2021     | 0/132   |         |                                          |
| Azerbaiyán     | Partido Comunista de Azerbaiyán                       | 2020     | 0/125   |         |                                          |
| Bielorrusia    | Partido Comunista de Bielorrusia                      | 2024     | 7/110   | 17/64   |                                          |
| Estonia        | Partido Comunista de Estonia                          |          |         |         | Ilegalizado por las autoridades.         |
| Georgia        | Partido Comunista Unificado de Georgia                | 2020     | 0/150   |         |                                          |
| Kazajistán     | Partido Comunista de Kazajistán                       |          |         |         | Ilegalizado por las autoridades.         |
| Kirguistán     | Partido de los Comunistas de Kirguistán               | 2021     | 0/120   |         |                                          |
| Moldavia       | Partido de los Comunistas de la República de Moldavia | 2021     | 10/101  |         |                                          |
| Rusia          | Partido Comunista de la Federación de Rusia           | 2021     | 57/450  | 4/170   |                                          |
| Osetia del Sur | Partido Comunista de Osetia del Sur                   | 2024     | 1/34    |         | Estado no reconocido internacionalmente. |
| Tayikistán     | Partido Comunista de Tayikistán                       | 2020     | 2/63    |         |                                          |
| Transnistria   | Partido Comunista Transnistrio                        | 2020     | 0/43    |         | Estado no reconocido internacionalmente. |
| Turkmenistán   | Partido Comunista de Turkmenistán                     |          |         |         | Ilegalizado por las autoridades.         |
| Ucrania        | Partido Comunista de Ucrania                          |          |         |         | Ilegalizado por las autoridades.         |
| Uzbekistán     | Partido Comunista de Uzbekistán                       |          |         |         | Ilegalizado por las autoridades.         |